# Atoyac de Álvarez
Atoyac de Alvarez là một đô thị thuộc bang Guerrero, México. Năm 2005, dân số của đô thị này là 58452 người.